# Кишки (рід)

Герб Домброва

Кишки (пол. Kiszkowie) — шляхетський рід  з Підляшшя. Магнати Великого князівства Литовського і Речі Посполитої. Згас у середині XVII століття. Герб — Домброва. Назва роду походить від прізвиська родоначальника, мазовецького шляхтича Петра Пашковича Струмила «Кишки» (пол. Kiszka, ст.-укр. Кишка, біл. Кішка). Підписувалися — «з Цехановця», або «з Дмосіна».

## Історія
Михайло Грушевський стверджував, що Кишки «до свого походження неясні (у всякім разї не Русини, судячи по іменах)». Мелетій Смотрицький називав «домом народу руського». Адам Бонецький стверджував, що Кишки — гілка роду Струмилів з Дмосина у Вишгородській землі. Також він припускав, що львівський каштелян Юрій Струмило міг бути сином Юрія (Юшка) Струмила, найвищого ложничого, чи підкоморія Великого князівства Литовського.
Першим представником династії був підляський боярин (шляхтич) Петро Струмило, прозваний «Кишка», дрогичинський староста, який жив у XV столітті. Його нащадок — Станіслав Петрович Кішка (пом. бл. 1514) — був з 1492 р. лідським намісником, маршалком великим литовським (1493—1499), смоленським намісником (1500—1503), великим гетьманом литовським (1503—1507), старостою Гродно з 1508 р. До XVII століття сімейство Кішок було одним з найбагатших магнатських родів Литви. Останнім представником династії був Януш Кішка (пом. 1654).
Кішки володіли великими маєтками в Підляшші Західної Білорусі, містами в Литві: Муснінкай, Маркучяй, в 1542—1614 роках володіли м. Кедайняй.

## Представники роду
- Ганна (Ганна з Техановця) (пом. 1533?) — третя дружина троцького каштеляна Яна Миколи Радзивілла «Бородатого» з Мусників. Батько — Станіслав Кишка з Техановця (?-1508), мати — Ганна Біла (Бялая), дочка воєводи троцького, внучка Петра Івановича «Бялого» і Ганни Нарушевич гербу Вадвіч (-1498?).
  - Микола Христофор Радзівілл «Чорний»
  - Ян Радзивілл[6].
- Станіслав (? — 1513/1514) — великий гетьман литовський.
  - Варвара (пом. 1513) — дружина Юрія Радзивілла.
  - Петро (пом. 1534) — староста дрогичинський, полоцький воєвода (1521—1532), з 1532 троцький каштелян, староста жемайтський.
    - Станіслав (пом. 1554) — староста бреславльський, воєвода вітебський (1544—1554). Дружина — Ганна Радзивілл. Дочка Єлизавета вийшла заміж за Криштофа Ходкевича.
      - Ян (1552—1592) — староста жемайтський (1579—1589), віленський каштелян (1588—1591), брестський воєвода.
      - Станіслав (1549—1619) — староста жмудський.
        - Станіслав (1584—1626) — єпископ жмудський (1618—1619).
        - Миколай (1588—1644) — підскарбій великий литовський і канцлер (1640—1644).
        - Кшиштоф (пом. у 1646) — воєвода мстиславський (1636—1639), вітебський воєвода (1639—1646).
        - Януш (1586—1653) — з 1610 староста Дерпта і Пярну, в 1605 році брав участь в битві при Кірхгольмі, воєвода полоцький (1621—1653), польний гетьман литовський (1635—1646), великий гетьман литовський (1646—1653).
        - Ганна — дружина Христофора Радзивілла.

      - Петро (1519—1550) — у 1548—1550 роках маршалок Волинський, староста Володимирський, воєвода вітебський.

    - Микола (пом. 1587) — з 1552 або 1553 крайчий литовський, підляський воєвода (1569—1587).